# Mariage de Willem-Alexander des Pays-Bas et de Máxima Zorreguieta
Le mariage de Willem-Alexander, prince d'Orange et de Máxima Zorreguieta Cerruti a lieu le 2 février 2002 à la Nouvelle église d'Amsterdam.

## Engagement
Willem-Alexander des Pays-Bas, prince d'Orange, fils aîné et héritier de la reine Beatrix et du prince Claus von Amsberg, rencontre Máxima Zorreguieta Cerruti, jeune femme d'origine argentine, à la Foire de Séville en avril 1999. Ne s'étant pas présenté sous on identité royale, Máxima, qui le découvrira plus tard, pensera à une plaisanterie. Deux semaines plus tard, ils se retrouvent à New York, où Máxima travaillait comme banquière pour la Kleinwort Benson. La rencontre avec la reine Beatrix et le prince Claus ne s'effectue pas de manière immédiate.
Une semaine avant la demande, Willem-Alexander avait déjà dit à sa mère et au Premier ministre Wim Kok qu'il allait bientôt demander Máxima en mariage. Il répète sans cesse la « question fatidique », a-t-il raconté plus tard lors d'un entretien. Amateur de patinage de vitesse, avec du champagne et des roses rouges cachés près de l'étang de la Huis ten Bosch, il invite Máxima à faire du patin à glace, puis lui fait sa demande en anglais, « pour être sûr qu'elle le comprenne ». Máxima, surprise, répondit directement par « oui »,.
L'intention était que le mariage envisagé reste secret, afin de ne pas gêner celui du frère de Willem-Alexander, Constantijn, avec Laurentien Brinkhorst, qui est prévu en mai. Finalement, le 30 mars 2001, la reine Beatrix annonce les fiançailles de son fils aîné.
Le 21 mai suivant, le projet de loi visant à obtenir le consentement au mariage est déposé au Parlement. Le 7 janvier 2002, l'ondertrouw est publié.
Zorreguieta devient alors citoyenne néerlandaise, bien qu'elle ne se soit pas convertie du catholicisme romain. Il est annoncé que tous les enfants nés du mariage seraient titrés prince ou princesse des Pays-Bas et prince ou princesse d'Orange-Nassau, avec le prédicat d'Altesse Royale.

## Controverse
Pendant le processus de réorganisation nationale, dernière période de dictature argentine en date, Jorge Zorreguieta, le père de Máxima, a occupé le poste de secrétaire à l'agriculture, à l'élevage et à la pêche. Pendant ce régime, on estime que 10 000 à 30 000 personnes ont été enlevées et assassinées pendant ce régime militaire et les suivants avant que la démocratie ne soit rétablie en Argentine en 1983. Zorreguieta a affirmé qu'il n'était pas au courant de la guerre alors qu'il était ministre.
À la demande des États généraux du royaume des Pays-Bas, Michiel Baud, professeur néerlandais d'études latino-américaines, a mené une enquête sur l'implication de Zorreguieta dans la guerre. Baud a déterminé que le père de Máxima n'avait pas été directement impliqué dans aucune des nombreuses atrocités commises pendant cette période. Cependant, Baud a également conclu que Zorreguieta en était presque certainement au courant; De l'avis de Baud, il était hautement improbable qu'un ministre du Cabinet n'en aurait pas eu connaissance.
La présence de Jorge Zorreguieta au mariage a été débattue pendant des mois. Il a finalement été conclu qu'il n'y participerait pas. Par solidarité, son épouse choisit également de ne pas y assister.

## Célébrations avant le mariage
Le 31 janvier, 64e anniversaire de la reine Beatrix, il y a eu un dîner et un bal au Palais royal d'Amsterdam prévu pour 500 invités afin de célébrer le mariage imminent et l'anniversaire de la reine.[réf. nécessaire]
La veille du mariage, un déjeuner et un concert au Royal Concertgebouw furent organisés avec 1600 invités. Ce soir-là, le couple assiste à un événement organisé par le Comité national orange et la municipalité d' Amsterdam dans l' Amsterdam ArenA. Environ 50 000 personnes de toutes les municipalités néerlandaises furent invitées.

## Mariage

### Cérémonie civile
Selon la loi néerlandaise, le couple devait d'abord se marier lors d'une cérémonie civile, célébrée par Job Cohen, Bourgmestre d'Amsterdam, à la Bourse de Berlage avant la cérémonie religieuse. La cérémonie civile a été suivie par les amis et la famille du couple, des dignitaires et quelque 600 invités.
Les témoins du prince d'Orange étaient son frère, le prince Constantijn, ainsi que ses amis Marc ter Haar et Frank Houben. Les témoins de Zorreguieta Cerruti étaient sa nouvelle belle-mère, la reine Beatrix, sa tante, Marcela Cerruti Carricart, et son frère, Martín Zorreguieta Cerruti.

### Cérémonie religieuse
La cérémonie de l'Église réformée néerlandaise a eu lieu au Nieuwe Kerk, à Amsterdam. Le révérend Carel ter Linden, ministre émérite du Kloosterkerk, La Haye, a officié.

#### Musique
La musique pendant le service fut produite par Bernard Winsemius, organiste, Miranda van Kralingen, soprano, le Nederlands Kamerkoor et le Royal Concertgebouw Orchestra, sous la direction d'Ed Spanjaard.
Avant le service, des pièces de Böhm, Bach et Scheidemann ont été jouées à l'orgue. Les mariés sont entrés ensemble dans l'église sous les notes d'Entrata Festiva, composée par le néerlandais Jurriaan Andriessen pour le mariage des parents du prince Willem-Alexander en 1966. Tout au long du service, un certain nombre d'hymnes néerlandais ont été chantés.
Kyrie de la Messe de Mozart en ut majeur, K. 337 "Solemnis" et l' Ave Maria de Schubert ont également été jouées. La récession était «Alléluia» du Messie de Haendel[réf. nécessaire].
En l'honneur des parents de la mariée, absents, Adiós Nonino, un tango argentin d'Astor Piazzolla a été joué.

### Les accompagnateurs
La mariée a été suivie par quatre demoiselles d'honneur adultes:
- Valeria Delger, amie d'enfance de la mariée
- Juliana Guillermo, cousine germaine maternelle du marié
- La baronne Theresa von der Recke, cousine germaine paternelle du marié
- Inés Zorreguieta, sœur de la mariée

Deux demoiselles d'honneur enfants:
- La Princesse Pauline de Sayn-Wittgenstein-Hohenstein
- La Comtesse Léonie de Waldburg-Zeil-Hohenems

Quatre garçons d'honneur:
- Jonkheer Paulo Alting von Geusau
- Le Baron Johann-Casper von dem Bussche-Haddenhausen
- Monsieur Alexandre Friling
- Monsieur Floris ter Haar

### Vêtements
La mariée portait une robe de soie mikado ivoire, avec un col bénitier, des manches trois-quarts et une traîne de cinq mètres de long conçue et créée par Valentino. La jupe était incrustée de panneaux de dentelle brodée sur les côtés, légèrement évasés à partir d'un corsage ajusté en ligne empire<. Son voile, également une création Valentino, était en tulle de soie et brodé à la main avec des motifs de fleurs et de vrilles. Le bijoutier de la cour a adapté le diadème à boutons de perles hollandais en échangeant les boutons de perles avec cinq étoiles en diamant qui appartenaient à la reine Emma. La mariée portait un bouquet en cascade de roses blanches, de gardénias, de muguets et de deux sortes de feuillage.
Le prince portait l'uniforme complet d'un capitaine de la marine royale néerlandaise. Il portait le ruban et l'étoile d'un chevalier grand-croix de l'ordre du Lion des Pays-Bas, l'étoile d'un chevalier de l'ordre du Lion d'or de la maison de Nassau, la croix des officiers et la médaille d'inauguration de la reine Beatrix, 1980.

### Procession et réception
Après le service, les mariés ont traversé le Nieuwezijds Voorburgwal, Spui, Singel, Muntplein et le Rokin dans le Golden Coach. Le couple est ensuite retourné au palais royal et est apparu sur le balcon au-dessus de la place du Dam. Ils ont ensuite procédé à un déjeuner-réception.

## Invités

### Les proches du marié

#### Maison d'Orange-Nassau
- La reine et le prince consort, parents du marié
  - Prince Friso, frère du marié
  - Le prince Constantijn et la princesse Laurentien, frère et belle-sœur du marié
- Prince Bernhard, grand-père maternel du marié
  - Princesse Irene, tante maternelle du marié
    - Le prince de Plaisance, cousin germain du marié
    - Le comte de Bardi, cousin germain du marié
    - La marquise de Sala, cousine germaine du marié

  - La princesse Margriet et M. Pieter van Vollenhoven, oncle maternel et tante du marié
    - Le prince Maurits et la princesse Marilène d'Orange-Nassau, van Vollenhoven, cousin germain du marié et sa femme
    - Le prince Bernhard et la princesse Annette d'Orange-Nassau, van Vollenhoven, cousin germain du marié et sa femme
    - Prince Pieter-Christiaan d'Orange-Nassau, van Vollenhoven, cousin germain du marié
    - Prince Floris d'Orange-Nassau, van Vollenhoven, cousin germain du marié

  - Princesse Christina, tante maternelle du marié
    - M. Bernardo Guillermo, cousin germain du marié
    - M. Nicolás Guillermo, cousin germain du marié
    - Mlle Juliana Guillermo, cousine germaine du marié (demoiselle d'honneur)

#### Maison d'Amsberg
- Jonkvrouw Sigrid Jencquel, tante paternelle du marié
  - M. et Mme Joachim Jencquel, cousin germain du marié et sa femme
- La baronne Theda et le baron Karl von Friesen, tante et oncle paternels du marié
  - Baron Alexander von Friesen, cousin germain du marié
  - La baronne Renate von Friesen, cousine germaine du marié
  - La baronne Isabell von Friesen, cousine germaine du marié
- La baronne Christina et le baron Hans von der Recke, tante et oncle paternels du marié
  - La baronne Katinka von der Recke, cousine germaine du marié
  - La baronne Sophie von der Recke, cousine germaine du marié
  - La baronne Theresa von der Recke, cousine germaine du marié (demoiselle d'honneur)

### Les parents de la mariée
En raison de la controverse entourant l'implication présumée de son père dans la guerre sale en Argentine, le père de la mariée, Jorge Zorreguieta, n'a pas été invité. Par solidarité avec son mari, la mère de la mariée, María del Carmen Cerruti Carricart, a choisi de ne pas y assister.
- M. et Mme Martín Zorreguieta Cerruti, frère et belle-sœur de la mariée
- M. Juan Zorreguieta Cerruti, frère de la mariée
- Mlle Inés Zorreguieta Cerruti, sœur de la mariée (demoiselle d'honneur)
- Mme María et M. Adrián Vojnov, demi-sœur et beau-frère de la mariée
- Mlle Ángeles Zorreguieta López Gil, demi-sœur de la mariée
- Mme Dolores et M. Harmond Grad Lewis, demi-sœur et beau-frère de la mariée
- Mme Marcela Cerruti Carricart, tante maternelle de la mariée

### Invités royaux étrangers

#### Membres des maisons royales régnantes
- Le roi et la reine des Belges
  -  Le duc et la duchesse de Brabant
  -  La princesse Astrid et le prince Lorenz de Belgique
  -  Le prince Laurent de belgique et madame Claire Coombs
- La reine de Danemark
  -  Le prince héritier Frédérik de Danemark
- Le prince héritier Naruhito du Japon (représentant l'empereur du Japon)
- La reine Noor de Jordanie (représentant le roi de Jordanie)
- Le prince Hassan bin Talal et la princesse Sarvath al-Hassan de Jordanie
  -  La princesse Sumaya bint Hassan de Jordanie et Mr Nasser Judeh
  -  La princesse Badiya bint Hassan de Jordanie
  -  Le prince Rashid bin Hassan de Jordanie
- Le prince et la princesse héréditaire de Liechtenstein (représentant le prince souverain de Liechtenstein)
- Le grand-duc et la grande-duchesse de Luxembourg
  -  Le grand-duc héritier de Luxembourg
- Le grand-duc Jean et la grande-duchesse Joséphine Charlotte de Luxembourg
  -  Le prince Guillaume et la princesse Sibilla de Luxembourg
- Le prince héréditaire de Monaco (représentant le prince souverain de Monaco)
- Le prince Moulay Rachid du Maroc (représentant le roi du Maroc)
- Le roi et la reine de Norvège
  -  La princesse Märtha Louise de Norvège et monsieur Ari Behn
  -  Le prince héritier et la princesse héritière de Norvège
- La reine d'Espagne (représentant le roi d'Espagne)
  -  La duchesse et le duc de Palma de Majorque
  -  Le prince des Asturies
- Le roi et la reine de Suède
  -  La princesse héritière de Suède
  -  Le duc de Värmland
  -  La duchesse d'Hälsingland et de Gästrikland
- Le prince de Galles (représentant la reine du Royaume-Uni de Grande-Bretagne)
- Le comte et la comtesse de Wessex

#### Membres de maisons royales non régnantes
- L'Aga Khan et la Begum Aga Khan
- Le prince et la princesse de Turnovo
- Le roi Constantin II et la reine Anne-Marie des Hellènes
  - Le diadoque Paul et la princesse Marie-Chantal de Grèce
  - Le prince Nikolaos de Grèce et de Danemark
- Le prince et la princesse de Hanovre
- Le prince Philipp de Hesse
- Le duc de Parme, ex-époux de la tante maternelle du marié
- Le prince et la princesse de Sayn-Wittgenstein-Berleburg
  - Le prince héréditaire de Sayn-Wittgenstein-Berleburg
  - La princesse Alexandra, comtesse de Pfeil und Klein-Ellguth et le comte Jefferson von Pfeil und Klein-Ellguth
  - La princesse Nathalie de Sayn-Wittgenstein-Berleburg
- Le prince et la princesse de Sayn-Wittgenstein-Sayn
- Le prince et la princesse de Waldeck et Pyrmont

### Les politiciens

#### Politiciens néerlandais
- Jan Peter Balkenende, Premier ministre
- Gerrit Braks, président du Sénat
- Jeltje van Nieuwenhoven, président de la Chambre des représentants
- Job Cohen, maire d'Amsterdam
- Wim Deetman, maire de La Haye
- Ivo Opstelten, maire de Rotterdam
- AH Brouwer-Korf, maire d'Utrecht `

#### Politiciens étrangers
- Kofi Annan, secrétaire général des Nations unies et son épouse
- Nelson Mandela et Graça Machel, ancien président de la république d'Afrique du Sud et son épouse
- James Wolfensohn, président de la Banque mondiale

### Autres invités notables
- Valentino Garavani, créateur de la robe de mariée

## Conséquences
Par décret du 25 janvier 2002, lors de la célébration du mariage, Máxima est devenue officiellement intitulée « Son Altesse Royale la princesse Máxima des Pays-Bas, princesse d'Orange-Nassau, Mme van Amsberg ». Elle n'est cependant pas devenue la princesse consort d'Orange.
Les jeunes mariés ont passé leur lune de miel à Saint-Moritz, après une brève escale à Londres pour rendre visite aux parents de la mariée. Ils se sont ensuite rendus en Argentine et en Nouvelle-Zélande[réf. nécessaire].
Le couple a trois enfants, Catharina-Amalia, Alexia et Ariane.